# Salomon von Köhler
Salomon Christoffer von Köhler, född 28 juli 1742, död 12 april 1814 på Djupadals herrgård i Ronneby socken, Blekinge län, var en svensk friherre, militär och ämbetsman.
von Köhler antogs i tjänst vid amiralitetet 1754. Han blev volontär vid Sparres volontärkompani 14 augusti 1758, arklimästare 18 januari 1759, konstapel i mars 1759, löjtnant 9 mars 1762, kaptenlöjtnant 12 augusti 1773, major 17 oktober 1776 och överstelöjtnant 19 december 1781. Han tillträdde som landshövding i Blekinge län 28 januari 1783 och tog avsked från landshövdingämbetet 28 april 1789. Han blev riddare av Nordstjerneorden 26 november 1787.
Salomon von Köhler var son till Georg Reinhold von Köhler. Han gifte sig 20 oktober 1767 på Skunkenberg i Hjortsberga socken, Blekinge län med grevinnan Henrika Birgitta Wachtmeister af Johannishus (1749–1819), dotter till majoren, greve Fredrik Georg Hans Carl Wachtmeister af Johannishus, och Hilla Birgitta Trolle.